# Henry Grew
Pour les articles homonymes, voir Grew.
Henry Grew (1781 - 8 août 1862) est un enseignant et un écrivain chrétien dont les études de la Bible le conduisent à des conclusions qui sont en contradiction avec les doctrines acceptées par de nombreuses églises traditionnelles de son temps. Entre autres choses, il rejette la Trinité, l'immortalité de l'âme, et un enfer de tourments éternels littéraux.

## Biographie
Henry Grew est né à Birmingham, en Angleterre, mais à l'âge de 13 ans, il déménage avec ses parents aux États-Unis. Sa famille vit d'abord à Boston. Plus tard, Grew vit à Providence, Pawtucket, Hartford et Philadelphie. Il est diplômé de l'Université Brown.
Grew devient diacre à la First Baptist Church de Providence à l'âge de 23 ans, puis pasteur à Pawtucket. En 1810, il publie le premier de ses écrits, sur le Livre de Matthieu. À 30 ans, en 1811, après avoir été pasteur pendant quatre ans à la First Baptist Church de Hartford, il en est renvoyé car « il adopte des sentiments et des usages différents de ceux de l'église ».

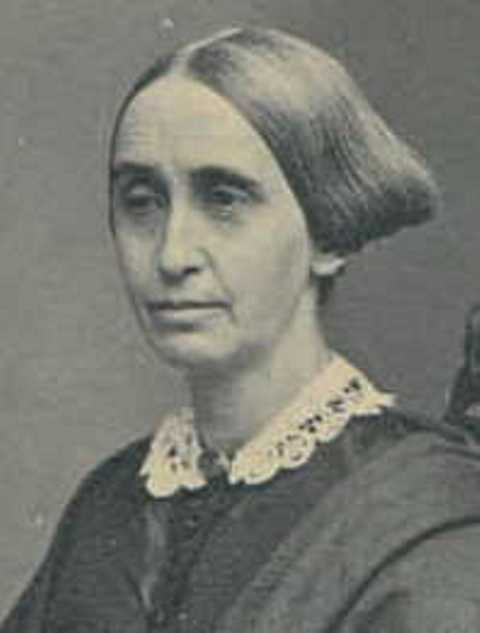
Mary Grew (vers 1860)

Au cours des décennies suivantes, Grew sert comme pasteur par intermittence, de manière informelle ou pour des groupes relativement petits.
Au début de sa carrière, Grew est impliqué dans la Connecticut Bible Society. Dans les années 1820, Grew est l'un des actionnaires fondateurs du Hartford Female Seminary, et dans les années 1830, il est prouvé qu'Henry Grew est impliqué à la fois dans la « Hartford Peace Society » et la « Connecticut Peace Society ». Dans les années 1830, Grew s'implique dans la Société antiesclavagiste de la Nouvelle Angleterre et parle en leur nom.
Grew est invité à la Convention mondiale contre l'esclavage à partir du 12 juin 1840 à Londres. Il part sur le navire Roscoe le 7 mai 1840. D'autres délégués à bord du navire, en plus de sa fille Mary, sont James et Lucretia Mott, Emily Winslow et son père Isaac, Abby South et Elizabeth Neall. Selon Mme Mott, Henry Grew lit et prêche le jour du sabbat, et Mary Grew est "assez intime" avec George Bradburn. Après leur arrivée, Bradburn voyage avec les Grew dans divers endroits, dont Liverpool et en particulier à Birmingham, car Mary voulait voir le lieu de naissance de son père.
Avant et pendant la convention, il y a un débat féroce sur la participation et les sièges des femmes déléguées et participantes. Grew se range du côté des organisateurs britanniques et se prononce en faveur du droit des hommes d'exclure les femmes, bien que sa fille soit également exclue.
En 1854, un débat public similaire a lieu lorsque Grew et Mary assistent à la cinquième convention annuelle sur les droits des femmes à Philadelphie. Grew débat avec Lucretia Mott, en louant la suprématie et l'autorité des hommes.
Grew prêche tout au long de sa vie avec un petit groupe de personnes qui partagent ses croyances religieuses. Ses écrits sont rassemblés et influencent des chefs religieux ultérieurs.
Il meurt à Philadelphie le 8 août 1862, des suites d'une maladie à 80 ans.

## Héritage
Les écrits d'Henry Grew influencent George Storrs, et plus tard, Charles Taze Russell. Henry Grew et George Storrs sont tous deux mentionnés comme des étudiants bibliques remarquables dans le numéro du 15 octobre 2000 de la revue La Tour de Garde, publiée par la Watch Tower Bible and Tract Society des Témoins de Jéhovah.
Une liste des écrits religieux d'Henry Grew en anglais comprend : Christian Loyalty : A Sermon on Matthew XXII:21, Designed to Illustrate the Authority of Caesar and Jesus Christ (1810), Examen du témoignage divin au sujet de la Personne du Fils de Dieu (An Examination of the Divine Testimony Concerning the Character of the Son of God) (1824), A Tribute to the Memory of the Apostles, and an Exhibition of the First Christian Churches (1836), The Practices of the Early Christians Considered (1838), A Review of Phelps' Argument for the Perpetuity of the Sabbath (1844), L'état intermédiaire (1849), Le sabbat (1850), Un examen du témoignage divin sur la nature et le caractère du Fils de Dieu (1855), Un appel aux pieux trinitaires (1857), L'expiation (1859), Dispenses divines, Passé, Présent et Futur (1861).

## Dans la culture populaire
- La fille de Grew, Mary, apparaît comme un personnage dans la pièce de 2013 d'Ain Gordon, If She Stood, commandée par le Painted Bride Art Center de Philadelphie[8] .